# Chiesa di San Bartolomeo (Ulignano)
La chiesa di San Bartolomeo è il principale luogo di culto cattolico di Ulignano, frazione di San Gimignano in provincia di Siena, sede dell'omonima parrocchia appartenente all'arcidiocesi di Siena-Colle di Val d'Elsa-Montalcino.

## Storia
Ulignano è citato in un documento del 1188 con il quale il re d'Italia Enrico VI di Svevia concedeva al vescovo di Volterra Ildebrando Pannocchieschi di esercitare diritti feudali su alcune località appartenenti alla sua diocesi, tra le quali anche Ulignano stesso che rimase soggetto alla giurisdizione spirituale di Volterra anche dopo il passaggio, nel 1225, al comune di San Gimignano. Fino al 1710 la parrocchia fu sottoposta al giuspatronato della famiglia sangimignanese Chiarenti, che aveva dei possedimenti ad Ulignano, con il diritto da parte di quest'ultima di nominare il parroco.
La presenza della chiesa di San Bartolomeo è testimoniata fin dal 1086; essa era soggetta alla pieve di Santa Maria Assunta a Cellole (tuttora appartenente alla diocesi di Volterra seppur nel territorio comunale di San Gimignano) e si trovava immediatamente al di fuori delle mura del castello di Torre, non lontana dal cassero. Insieme a quest'ultimo la chiesa venne distrutta nel 1281 e successivamente ricostruita, probabilmente nel medesimo luogo di quella precedente.
Nel corso dei secoli l'edificio fu oggetto di una serie di rifacimenti, il primo dei quali nel XVII secolo; nel 1871 fu costruita la torre campanaria. Nel 1907 il nuovo parroco Aonio Ammannati, essendo la chiesa in cattive condizioni e troppo piccola per l'accresciuta popolazione, volle che venisse integralmente ricostruita più ampia; i lavori, su progetto di Giovanni Pampaloni, iniziarono il 25 aprile 1909 con la demolizione del vecchio edificio, mentre il 24 giugno successivo fu posata la prima pietra del nuovo. La costruzione terminò l'anno seguente e il 15 ottobre 1910 la chiesa fu consacrata dal vescovo di Colle di Val d'Elsa Massimiliano Novelli. Negli anni 1980 fu condotto un intervento di ristrutturazione interna che provvide alla realizzazione dell'attuale presbiterio e alla rimozione di gran parte delle decorazioni neoromaniche.

## Descrizione

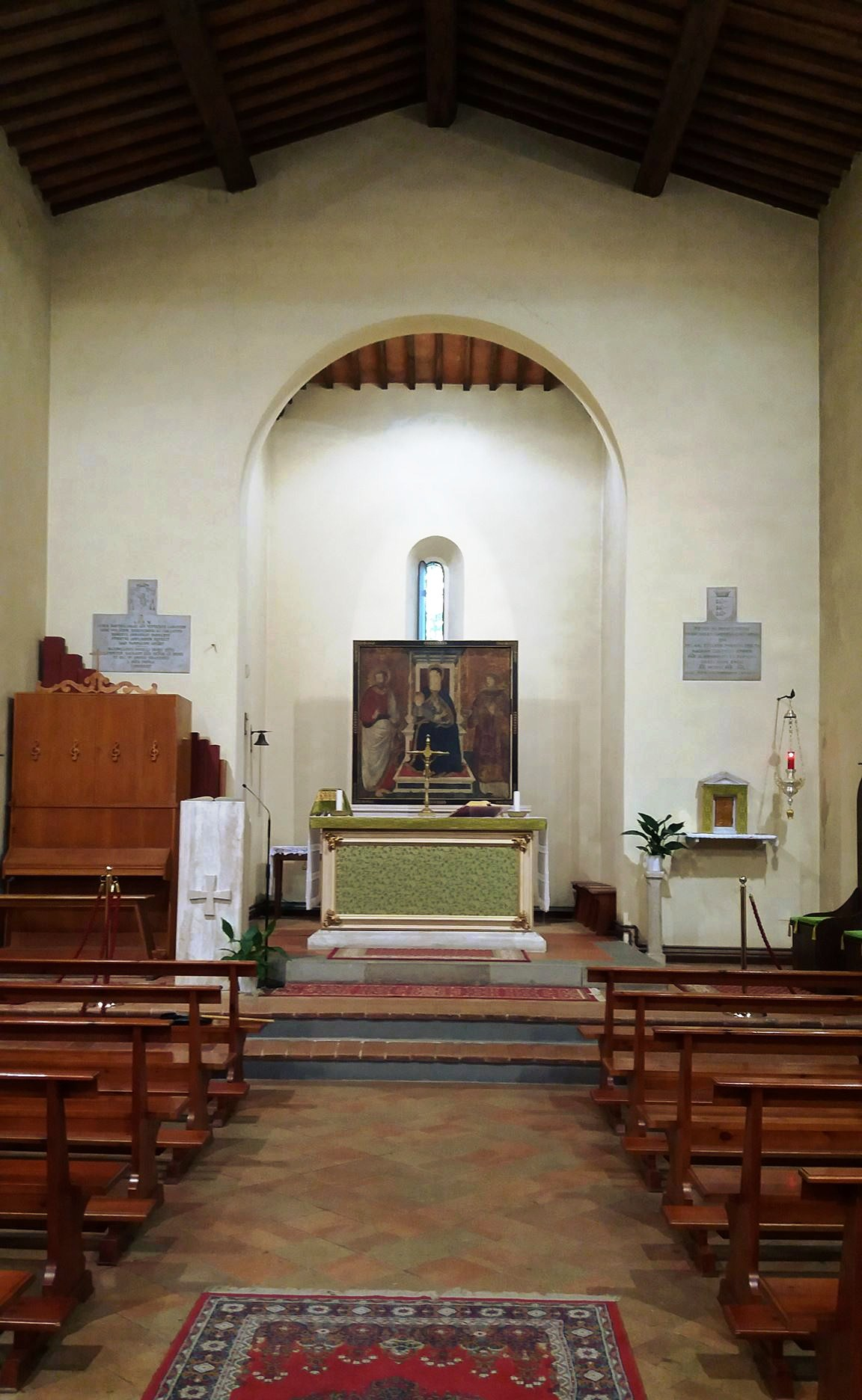
Interno

La chiesa di San Bartolomeo sorge a sud dell'abitato di Ulignano, lungo via della Torre. La facciata, preceduta dal sagrato, è in blocchi di pietra squadrati e presenta, lungo il profilo superiore a doppio spiovente, un cornicione aggettante sormontato, al centro, da una croce lapidea. Nella parte inferiore si apre l'unico portale, sormontato da una lunetta semicircolare, in asse con il quale si trova il rosone; quest'ultimo è chiuso da una vetrata policroma del 1950 realizzata su disegno di Amedeo Bianchi e raffigurante Cristo Re. Le pareti laterali presentano un paramento murario, ripreso dalla pieve dei Santi Ippolito e Cassiano a Coneo, con un'alternanza di fasce di pietre e di laterizi. Sul retro della chiesa, a lato dell'abside, si eleva la torre campanaria in cotto, edificata nel 1871; a base quadrangolare, presenta su ciascun lato una monofora ad arco sormontata da oculo.
Internamente la chiesa presenta una struttura a navata unica con soffitto con capriate e travi lignee a vista; le pareti, in seguito ai restauri degli anni 1980, non presentano più la decorazione pittorica a finto paramento murario bicromo con filari di pietre bianche e verde scuro. Nei pressi della porta d'ingresso, al centro, si trova il fonte battesimale in pietra sormontato da una statuetta in terracotta di San Giovanni Battista. A metà delle pareti laterali vi sono due altari, sormontati l'uno da una statua del Sacro Cuore di Gesù, l'altro da quella della Madonna Addolorata in legno policromo, del 1922. Nella chiesa vi è anche un  Crocifisso in cartapesta di ambito romano della fine del XIX secolo. Il presbiterio, rialzato di alcuni gradini, occupa la parte terminale della navata e l'abside quadrangolare che si apre con un arco a tutto sesto nella parete di fondo dell'aula. Ai lati di detto arco vi sono due lapidi marmoree in lingua latina inerenti alla ricostruzione degli anni 1910; al di sotto di quella di destra, vi è il tabernacolo in marmo di Carrara, della ditta Vanzi (1951); al di sotto di quella di sinistra, invece, trova luogo l'organo a canne della ditta Buerkle (costruito nel 1965 ed installato nel 2010), che è a trasmissione meccanica e dispone di 5 registri. Alle spalle dell'altare maggiore, nell'abside, un dipinto su tavola del 1498 raffigurante la Madonna in trono col Bambino tra i santi Bartolomeo e Stefano, opera di Pier Francesco Fiorentino. L'illuminazione naturale è fornita da una serie di esili monofore ad arco, con vetrate policrome del 1948 raffiguranti Apostoli e santi.
Dell'antico edificio medioevale rimane un lacerto murario situato nell'attuale ingresso della casa canonica e costituito da pietre squadrate.